# Университет прикладных наук «Карелия»
Университет прикладных наук Карелия (фин. Karelia-ammattikorkeakoulu, англ. Karelia University of Applied Sciences) — учебное заведение высшего профессионального образования в Йоэнсуу (Финляндия). В университете проходят обучение около 4000 человек и работают около 450 сотрудников. Университет прикладных наук Карелия начал свою деятельность в 1992 году, в 1996 году прошёл первую аккредитацию.

## Административное устройство
Университет прикладных наук Карелия является принадлежащей  муниципалитету Йоэнсуу компанией с ограниченной ответственностью. Все важные решения принимаются на общем собрании акционеров. Ежегодное общее собрание избирает совет директоров, который отвечает за управление компанией. Генеральным директором компании является ректор Университета прикладных наук Карелия.
| Ректор                                       | Петри Райво    |
| Проректор                                    | Пекка Аувинен  |
| Глава административно-финансового управления | Сусанна Роселл |

С 2016 года Университет прикладных наук работает в двух кампусах в районе Нииниваара: Тиккаринне и Вяртсиля. Обучение в сфере медиа проходят в технопарке Тиедепуйсто (фин. Tiedepuisto) в районе Линнунлахти.

### Кампус Тиккаринне
В кампусе реализуются бакалаврские образовательные программы по физиотерапии, музыке, социальному обеспечению и здравоохранению. Студенты могут продолжить образование и получить магистерскую степень в области развития и управления социального обеспечения и здравоохранения. Университет предлагает уникальную для Финляндии образовательную программу в сфере медико-социального ухода за престарелыми. В кампусе Тиккаринне также располагаются отдел по работе со студентами и абитуриентами, библиотека, студенческая амбулатория и кабинет генерального директора.

### Кампус Вяртсиля
В этом кампусе студенты получают образование в сфере бизнеса, туризма, технологий и природных ресурсов. Образование предлагается в девяти различных направлениях: машиностроение, современные технологии в сфере строительства, информационные и коммуникационные технологий, бизнес и экономика, туризм, обработка данных, лесное хозяйство и международный  бизнес. Есть три магистерских программы: администрирование ноу-хау в технологиях, возобновляемые источники энергии, управление и бизнес.  
Образовательная программа международного бизнеса реализуется только на английском языке. Обучение информатике осуществляется в режиме онлайн.

## Образование
Обучение проводится по семи направлениям и по 21-й специальности, пять из которых можно получить на магистерском уровне.

#### Направления и специальности
- Администрирование медико-социального ухода за престарелыми: физиотерапевт, медсестра, социальный работник, младшая медсестра
- Развитие и управление социальной и медицинской сфер: физиотерапевт, медсестра, социальный работник, младшая медсестра
- Управление и бизнес: специалист по деловому администрированию, специалист гостиничного бизнеса, специалист в области культуры и искусств
- Администрирование в сфере технологий: инженер
- Возобновляемые источники энергии: инженер, инженер лесного хозяйства

## Международные партнеры
Университет прикладных наук Карелии стремится к долгосрочному, разностороннему и многопрофильному сотрудничеству с международными университетами и другими организациями. Университет сотрудничает со странами Азии, Африки, Европы, Северной и Южной Америки.

## Рейтинги
Занимает 10 позицию в рейтинге среди университетов прикладных наук Финляндии и 37 место среди всех финских университетов.